# Тябердіно-Еткерово
Тябе́рдіно-Етке́рово (рос. Тябердино-Эткер, чув. Эткер) — присілок у складі Комсомольського району Чувашії, Росія. Входить до складу Сюрбей-Токаєвського сільського поселення.
Населення — 97 осіб (2010; 139 у 2002).
Національний склад:
- чуваші — 80 %